# Maison de la brique
 (août 2022).
Le musée La Maison de la brique,  installé sur le site d'une ancienne briqueterie, montre le fonctionnement d'une usine artisanale de brique du début du XXe siècle.
Des expositions retraçant l'histoire du métier de briquetier, de la brique et de son utilisation en Basse-Normandie en France.
Le musée est installé dans une ancienne briqueterie de la commune de Saint-Martin-d'Aubigny.

## Histoire

### Une première briqueterie à Périers
L’histoire de l’emploi de la terre remonte au néolithique, au cours du 3e millénaire avant J-C. Son bassin d’exploitation était alors le proche orient. Quelque peu délaissée par la suite, l’argile connait un nouvel essor au milieu du XIXe siècle, avec la fabrication de brique, de tuile et de poterie. Il s’agit d’un moment favorable, entre les deux révolutions industrielles, où de nombreuses constructions collectives se développent, comme les mairies, les gares, les écoles, les casernes ou encore les usines.
Dans cette période favorable et en expansion, le marquis de Piennes, maire de Périers et grand chambellan de la reine-impératrice Eugénie, femme de Napoléon III, fait construire une briqueterie en 1872 sur la commune de Périers, route de Montsurvent. Ceci permet d’employer plus de 10 personnes. Il garde cette activité pendant un an et la revend.
La briqueterie de Périers change plusieurs fois de main, et c’est en 1887 qu’un certain Georges Texier l’achète. L’argile est alors extraite à proximité de la briqueterie de Périers. Cependant, une quinzaine d’années plus tard, le filon d’argile arrive à épuisement : il faut prospecter à nouveau. C’est à Saint-Martin-d’Aubigny que Texier trouve une veine d’argile de très bonne qualité. L’argile est alors extraite à Saint-Martin-d’Aubigny, puis transportée jusqu’à Périers. Toute cette manutention pousse Texier à construire une nouvelle briqueterie, à Saint-Martin-d'Aubigny.

### L'installation de la briqueterie à Saint-Martin-d'Aubigny
L’histoire de la briqueterie de Saint-Martin-d’Aubigny commence en 1913. Le transport d’argile devenant trop compliqué, des bâtiments sont construits directement sur le site d’extraction. Texier y installe des fosses de pourrissage, des hangars abritant les machines et des séchoirs de 60 mètres de long. On peut dès lors fabriquer et sécher les produits qui seront ensuite transportés et cuits à Périers.  
Mais la Première Guerre mondiale éclate, les hommes sont mobilisés et c'est la fin de la briqueterie de Périers. Au retour de la guerre, Texier fait construire les derniers éléments de la briqueterie de Saint-Martin-d’Aubigny, notamment le four. Ainsi, à partir de ce moment, en 1923, toutes les phases de fabrication sont assurées à Saint-Martin-d’Aubigny et la briqueterie de Périers n’a plus lieu d’être.

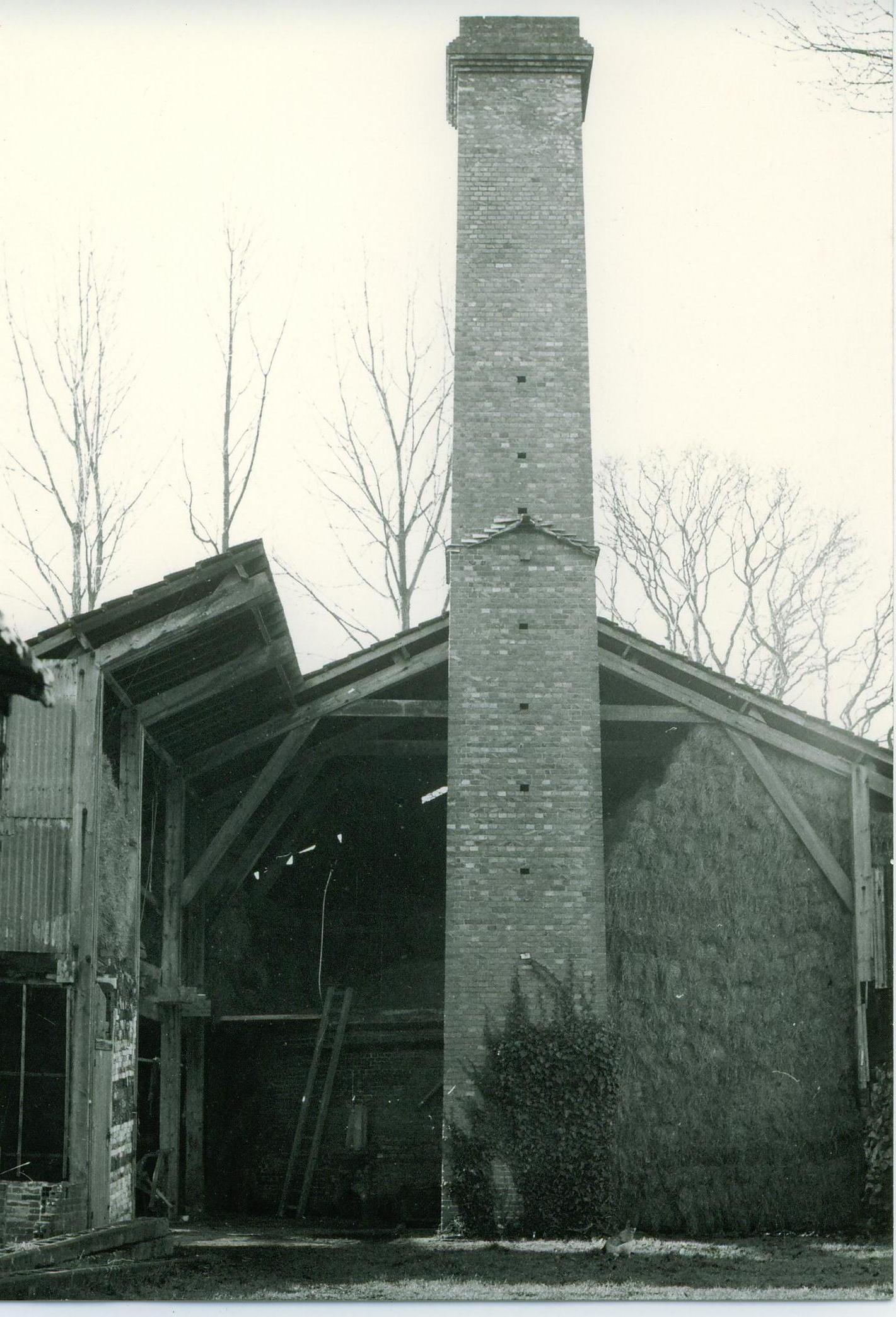

À la fin de ces travaux, il cède son entreprise à son fils, nommé Georges Texier également. L’activité y est importante jusqu’en 1930, époque où le ciment et le béton armé commencent à apparaître dans la construction. L’effectif passe de 12 à 4 ouvriers. La briqueterie ferme définitivement ses portes en 1939, lors de la mobilisation pour la Seconde Guerre mondiale. Georges Texier appartient également à un réseau de résistance. Il suggère, en mai 1944, de cacher des armes dans la briqueterie. Ces dernières permettent ensuite de faire sauter la ligne stratégique de Coutances à Cherbourg. Quelques semaines plus tard, le bourg de Périers est bombardé, le 27 juin vers 15h. La briqueterie, située à seulement 2 kilomètres à vol d’oiseau de Périers, en fait également les frais. Une partie du bâtiment principal est ravagée par des obus incendiaires.
Dans cet état, Georges Texier ne fait jamais rouvrir la briqueterie, les travaux étant trop importants pour le bénéfice rapporté. D’abord laissée à l’abandon, elle est ensuite utilisée par un agriculteur pour engranger du fourrage. Après quelques années d’utilisation, l’agriculteur souhaite démolir le four, afin de libérer de l’espace de stockage. Elle doit être abattue comme toutes les briqueteries du département.

### Un musée unique en Normandie
C’est à ce moment que nait l’histoire du musée. La commission du patrimoine de l’ADAME des Marais, une association qui valorise le territoire des marais de Marchésieux, l’a repérée et de là, la commune de Saint-Martin-d’Aubigny, aidée par le Parc Naturel Régional des Marais du Cotentin et du Bessin, qui vient d’être créé, réhabilite ce site industriel pour l’ouvrir au public en 1994.

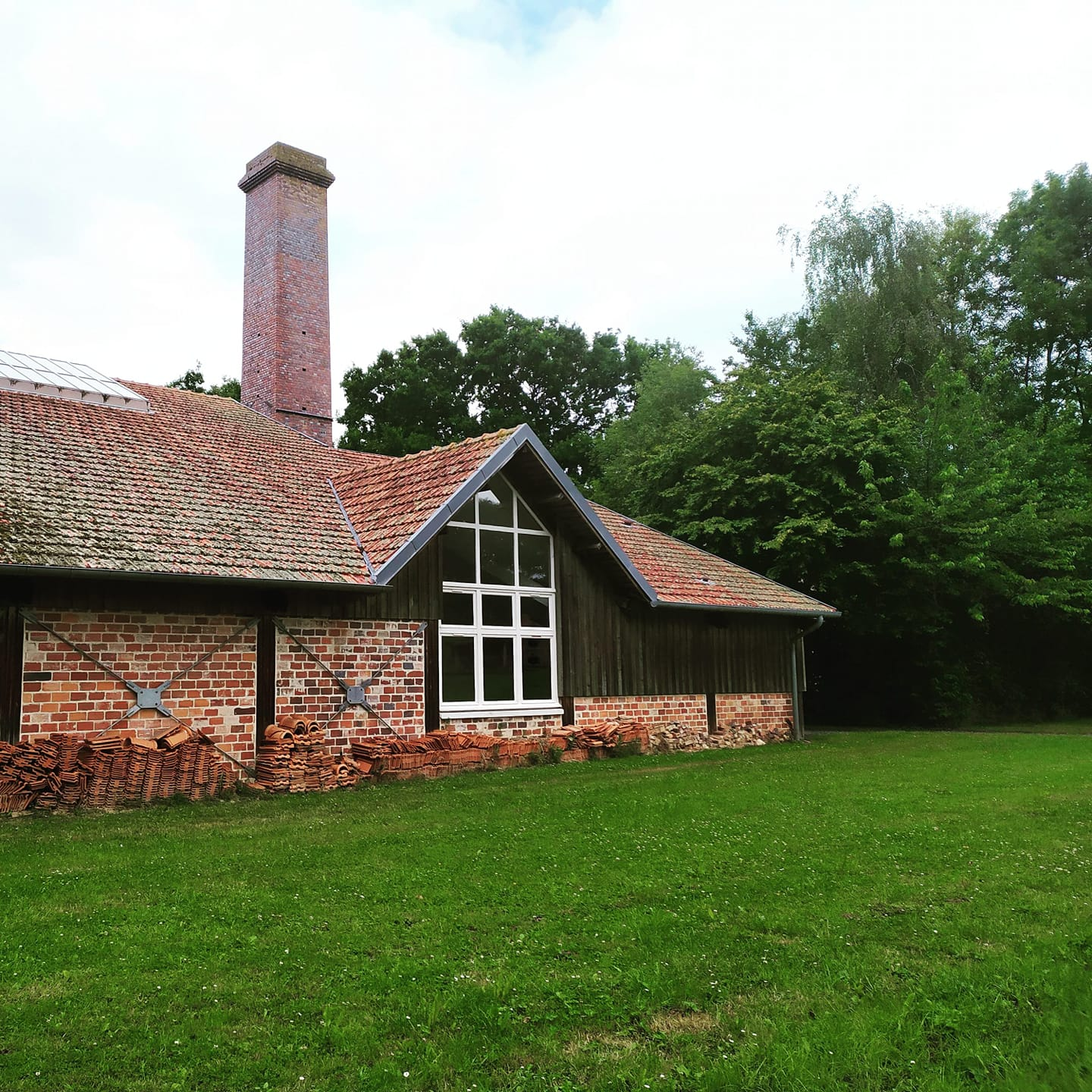

Cette ancienne briqueterie des XIXe et XXe siècles montre l’histoire du métier de briquetier, de la brique et de son utilisation en Basse-Normandie. Elle présente les étapes de la fabrication d’une brique : la carrière d’extraction, les fosses de pourrissage, les machines et outils servant à la fabrication, les séchoirs et l’immense four à flammes renversées.

## Muséographie
La restauration du site permet la vision dans son ensemble d'un site de production, avec notamment la carrière d'extraction, les fosses de pourrissage, les machines, les séchoirs, le four et la cheminée.
Cette base industrielle est complétée par des expositions permettant une présentation de l'histoire du métier et de son produit la brique.

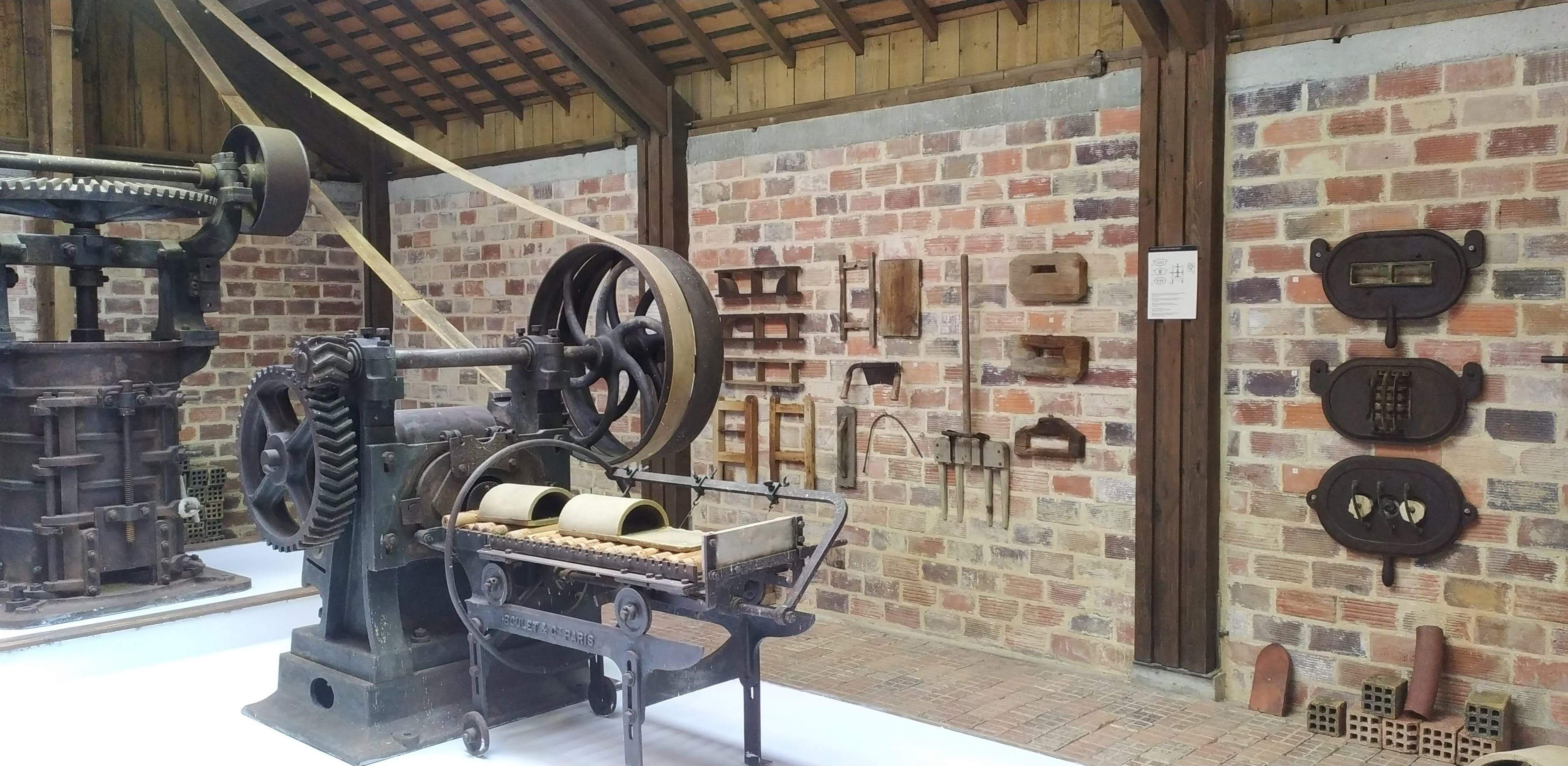